# Dastardly og Muttley i deres Flyvende Maskiner
Dastardly og Muttley i deres Flyvende Maskiner (originaltitel: Dastardly & Muttley In Their Flying Machines) er en amerikansk animeret tv-serie fra 1969-1970, skabt af tegnefilmsstudiet Hanna-Barbera, også kendt for Familien Flintstone, Familien Jetson, Familien Addams, Top Cat.
Dastardly og Muttley i deres Flyvende Maskiner blev tidligere sendt på Boomerang.

## Danske Stemmer
- Lars Thiesgaard – Dick Dastardly
- Timm Mehrens – Klunk
- Niels Weyde – Muttley
- Ole Hinsch – Villy